# Třetí vláda Augustina Vološina

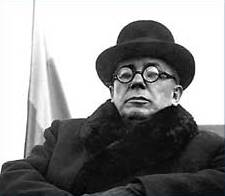
Předseda vlády Augustin Vološin

Třetí vláda Augustina Vološina byla v pořadí čtvrtá nezávislá vláda Podkarpatské Rusi v rámci druhé československé republiky. Tato vláda existovala v období 6.-15. března 1939, jejím předsedou byl Augustin Vološin.

## Složení autonomní vlády
| Portfej | Ministr          | Strana | Strana        | Nástup do úřadu | Odchod z úřadu  |
| --- | ---------------- | ------ | ------------- | --------------- | --------------- |
| Předseda vlády, ministr školství a spravedlnosti                                                                      | Augustin Vološin |        | UNS           | 6. března 1939  | 15. března 1939 |
| Pověřen řízením ministerstev průmyslu, obchodu a živností, sociální a zdravotní správy, veřejných prací a zemědělství | Štefan Kločurak  |        | UNS           | 6. března 1939  | 15. března 1939 |
| Ministr dopravy, financí a vnitra                                                                                     | Lev Prchala      |        | nestr. za SNJ | 6. března 1939  | 15. března 1939 |